# Rainer von Sachsen-Coburg und Gotha
Rainer Maria Joseph Florian Ignatius Michael Gabriel Raphael Gonzaga von Sachsen-Coburg-Gotha-Koháry (* 4. Mai 1900 in Pola; † 25. März 1945 in Gyömrő) war ein Prinz aus der katholischen Linie Sachsen-Coburg-Koháry.

## Leben
Prinz Rainer war ein Sohn von Prinz August Leopold von Sachsen-Coburg und dessen Frau Erzherzogin Karoline von Österreich-Toskana (1869–1945), Tochter des Erzherzogs Karl Salvator und Prinzessin Maria Immaculata von Neapel-Sizilien. Der Tod seines älteren Bruders August und seines Vaters machte ihn als vierten in der römisch-katholischen Linie der Fürsten von Sachsen-Coburg-Gotha zum Erben des Hauses von Koháry und Haupt dieser sachsen-coburgischen Linie im Königreich Ungarn. 
In der Zeit des Nationalsozialismus gehörte er nach der Aufstellung derjenigen Parteigenossen, die Angehörige fürstlicher Häuser sind, seit dem 20. September 1930 der NSDAP an (Mitgliedsnummer 300.354, Gau Steiermark).
Er fiel vermutlich nach dem 25. März 1945 in Gyömrő bei Budapest (für tot erklärt
durch Beschluss des Amtsgerichts München vom 19. Mai 1961, mit Wirkung vom 31.
Dezember 1945).

## Ehe und Nachkommen
Er heiratete am 15. Dezember 1930 in München Johanna Karolyi de Karoly-Patty, mit der er einen Sohn Johannes Heinrich (1931–2010) bekam. Nach der Scheidung 1935 heiratete er am 13. Februar 1940 in Budapest Edith de Kózol. Diese Ehe blieb kinderlos.